# Кречетова, Нелли Степановна
Не́лли Степа́новна Кре́четова (род. 20 марта 1949, Томск, РСФСР) — российский политический и общественный деятель, уполномоченная по правам человека в Томской области (2010—2013), вице-губернатор Томской области (2003—2006), бывший лидер томского регионального отделения партии «Союз правых сил».

## Биография

### Ранние годы
Нелли Степановна Кречетова родилась 20 марта 1949 года в Томске. После окончания школы № 6, училась в Томском государственном университете, который окончила в 1971 году по специальности «история со знанием иностранного языка». В 1981 году окончила аспирантуру при ТГУ. Там же в 1983 году защитила диссертацию на соискание учёной степени кандидата исторических наук по теме «Учение об историческом понимании В. Дильтея». В 1971—1987 годы работала учителем в средней школе, занималась преподавательской работой в Томском политехническом институте им. С. М. Кирова, сначала лаборантом кафедры, затем ассистентом, старшим преподавателем, доцентом. В 1990 году окончила докторантуру Академии общественных наук при ЦК КПСС.

### Ранняя политическая карьера
С началом перестройки начала заниматься политикой. В 1987 году была избрана на альтернативной основе секретарём Томского горкома КПСС по идеологии. После августовских событий 1991 года глава администрации Томской области Виктор Кресс пригласил Кречетову на должность советника по политическим вопросам. В 1996 году, вскоре после избрания Кресса губернатором Томской области, Кречетова создала и возглавила в областной администрации департамент по связям с общественностью и СМИ. С 1996 по 1999 годы Кречетова возглавляла департамент по информационной политике, а в период с 2000 по 2002 годы работала советником Кресса. В 2002 году Кречетова возглавила Центр информационных и программных разработок, а в 2003 году вновь была назначена начальником Департамента информационной политики.

### Деятельность на посту вице-губернатора Томской области (2003—2006)
В конце 2003 года Кречетова (в то время состоявшая в рядах «Союза правых сил») была назначена вице-губернатором Томской области. В этой должности Кречетова курировала международные и региональные связи, отношения с общественными организациями и СМИ. Именно с деятельностью Кречетовой связывалось наличие в Томске большого количества СМИ либеральной направленности, нелояльных партии «Единая Россия».
В июле 2006 года Кречетова подала в отставку. Хотя в её заявлении было сказано об увольнении по собственному желанию, «по мнению всех без исключения комментаторов» её уход был связан с членством в СПС. Однопартийцы Кречетовой сделали специальное заявление, в котором говорилось, что её отставка носила «сугубо политический характер, потому что в должности заместителя губернатора она курировала в том числе информационную политику и при этом состояла в рядах СПС». В документе также утверждалось, что «проступок Кречетовой состоял в одном — „неправильной“ политической ориентации». Одновременно с этим томские СМИ распространили информацию об «аналитической записке», подготовленной с подачи членов партии «Единая Россия» и переданной в администрацию президента в апреле 2006 года. Это произошло незадолго до состоявшегося в Томске российско-германского саммита, в подготовке которого Кречетова приняла активное участие.
По данным СМИ, в записке говорилось о «наличии на ключевом посту в администрации сотрудницы, идеологически несопоставимой с современными тенденциями развития властной вертикали». Авторы записки охарактеризовали политическую ситуацию в Томской области как «тревожную», а медийное пространство назвали «закрытым для благожелательного позиционирования „Единой России“» и «поддерживающим контрпрезидентские настроения». Авторы записки также указали на тот факт, что дочь Кречетовой Мария возглавляла Томский филиал созданного Михаилом Ходорковским фонда «Открытая Россия», который успешно занимался осуществлением проекта «Школа публичной политики». По информации, поступившей в «Независимую газету» от лидера регионального отделения партии «Яблоко» Василия Ерёмина, Кречетовой до отставки предложили стать членом «Единой России», но она отказалась вступить в ряды партии, к которой относилась крайне негативно. Для неё это значило бы потерять политическое лицо. Одновременно с отставкой Кречетовой произошло массовое вступление в «Единую Россию» чиновников томской областной администрации. В партию власти вступили мэр города Томска Александр Макаров, заместители губернатора Томской области, начальники департаментов и практически все председатели комитетов.

### Деятельность на посту уполномоченной по правам человека в Томской области

#### Выступление в защиту кришнаитов и «Бхагавад-гиты как она есть»
В октябре 2011 года Нелли Кречетова написала обращение к прокурору города Томска, в котором попросила отозвать заявление прокуратуры о признании священного текста кришнаитов «Бхагавад-гиты как она есть» экстремистским материалом. Кречетова назвала данное судебное разбирательство «абсурдом». Выступая в эфире радио «Эхо Москвы», Кречетова отметила, что «эту книгу считают священной почти миллиард человек по всему миру, а в России книга свободно распространяется 20 лет». Кречетова также указала на тот факт, что «каких-либо установленных случаев проявления экстремизма в связи с распространением книги не было» и что «возможный запрет книги нарушит конституционные права граждан на свободу совести и вероисповедания, поскольку „Общество сознания Кришны“ является официально зарегистрированной организацией». 17 октября 2011 года в интервью «Пятому каналу» Кречетова отметила, что её беспокоит, что за признанием книги экстремистской «последует признание экстремистской самой организации кришнаитов».
В ответ на выступление Кречетовой в защиту кришнаитов и «Бхагавад-гиты как она есть», глава миссионерского отдела Томской и Асиновской епархии РПЦ Максим Степаненко заявил, что омбудсмен оскорбила православных верующих, обвинил её в «некомпетентности в вопросах религии» и предложил ей подать в отставку. Кречетова назвала заявление Степаненко об оскорблении православных «совершенно идиотским» и заявила, что в лице кришнаитов хочет «защитить представителей и других религий». В обосновании Постановления Законодательной Думы Томской области «О досрочном прекращении полномочий Уполномоченного по правам человека в Томской области Кречетовой Н. С.», состоявшемся 23 апреля 2013 г., включены указания на факты направления Н. С. Кречетовой на официальном бланке «Заключения» в суд по данному делу и её комментарии в СМИ в связи с данным судом.

#### Отставка
23 апреля 2013 года Законодательная дума Томской области проголосовала за досрочную отставку Нелли Кречетовой с поста уполномоченного по правам человека в Томской области. За отставку Кречетовой проголосовал 31 депутат из 42. Этому предшествовало расследование специальной парламентской комиссии, которая пришла к выводу, что Кречетова «ненадлежаще исполняла обязанности и не соблюдала ограничений для лиц, замещающих государственные должности». В заключении комиссии утверждалось, что Кречетова ненадлежащим образом использовала своё служебное положение: «участвовала в судебных процессах в рабочее время, выражала своё мнение в СМИ, говоря от лица омбудсмена, передавала в суды своё мнение на официальных бланках уполномоченного по правам человека». Комиссия также пришла к заключению, что Кречетова не отвечала вовремя на обращения граждан, не принимала участия в разработке законопроектов, парламентских слушаниях, заседаниях комитетов и комиссий, а также «огульно критиковала в СМИ власти».
Сама Кречетова не согласилась с выдвинутыми к ней претензиями и обратилась с просьбой отложить рассмотрение вопроса. О том же просили томских депутатов уполномоченный по правам человека в России Владимир Лукин и руководитель Совета при президенте РФ по развитию гражданского общества и правам человека Михаил Федотов, планировавшие лично участвовать в заседании думы. Однако, томские депутаты не удовлетворили их просьбу.
В апреле 2014 года вышел доклад Владимира Лукина, в котором тот назвал отстранение от должности Нелли Кречетовой за «ненадлежащее исполнение своих обязанностей» «апробацией» одной из «„типовых“ технологий ограничения независимости уполномоченного по правам человека» в России. По мнению Лукина, Кречетова, будучи «самостоятельным, увлеченным своей работой» человеком, оказалась «неудобной» для местных властей. После выхода доклада Лукина Кречетова заявила о намерении обратиться в Конституционный Суд РФ и Верховный Суд РФ с иском о восстановлении в должности. До этого она безуспешно пыталась оспорить своё отстранение от должности в районном и областном суде.
Доктор философских наук, профессор Н. Н. Карпицкий и соискатель кафедры истории древнего мира, средних веков и методологии истории ТГУ, член Томского общества сознания Кришны К. Н. Филькин отметили, что М. Степаненко в апреле 2013 года устроил сбор писем с призывом к отставке Н. С. Кречетовой. В обращении, которое подписали 238 прихожан православных храмов, М. Степаненко открыто обвинил Н. С. Кречетову, выступившую с критикой процесса над «Бхагавад-гитой как она есть», в защите деструктивных сект. Также они высказали мнение, что «Законодательная Дума Томской области учла позицию подписавших обращение при обосновании решения о досрочной отставке Н. С. Кречетовой в апреле 2013 г.».

## Личная жизнь
Замужем, муж — учёный, доктор физико-математических наук. Дочь Мария — кандидат философских наук, доцент Высшей школы экономики.